# Steinsberg (Isen)
Steinsberg ist ein Gemeindeteil des Marktes Isen im oberbayerischen Landkreis Erding. 

## Lage

Steinsberg 1

Die Einöde Steinsberg liegt  1,6 Kilometer nördlich des Isener Marktplatzes in der Gemarkung Westach.

## Geschichte
Steinsberg wurde 1234 erstmals erwähnt und bestand im Jahr 1739 aus 3 Anwesen. Der Ort war Sitz der Obmannschaft Steinsberg in der freisingischen Herrschaft Burgrain, zu der die Orte Steinsberg, Steingassen, Gänsbach, Flecksberg, Höselsthal, Gallersberg, Kuglstadt, Eck, Aschberg, Rabeneck, Ranischberg und Zieglstadi gehörten. Die Obmannschaft wurde 1818 Teil der Gemeinde Westach. Im Vorfeld der bayerischen Gebietsreform von 1972 schloss sich die damalige Gemeinde Westach am 1. April 1971 dem Markt Isen an.

## Bevölkerungsentwicklung
Um 1871 gab es in Steinsberg sechs Einwohner. Im Mai 1987 lebten dort sieben Einwohner in einem Wohngebäude.
| Jahr      | 1871 | 1925 | 1950 | 1970 | 1987 |
| Einwohner | 6    | 14   | 11   | 8    | 7    |